# ميلاد زنيدبور
ميلاد زاينادبور (بالفارسية: میلاد زنیدپور)، من مواليد 21 مارس 1986 في إيران، لاعب كرة قدم إيراني.
بدأ مسيرته الكروية مع نادي فولاد خوزستان، وفي عام 2011 انتقل إلى نادي داماش گيلان الذي يلعب معهم حتى الآن.
هو يلعب مع منتخب إيران لكرة القدم منذ عام 2008.

## روابط خارجية
- ميلاد زنيدبور على موقع ناشيونال فوتبول تيمز (الإنجليزية)
- ميلاد زنيدبور على موقع Soccerway.com (الإنجليزية)
- ميلاد زنيدبور على موقع كووورة